# Haker (film 2015)
Haker (ang. Blackhat) – amerykański film akcji z 2015 roku w reżyserii Michaela Manna.
Premiera odbyła się 2 kwietnia 2015 roku. Film zarobił ponad 19,7 miliona dolarów amerykańskich, z czego osiem milionów w Stanach Zjednoczonych.

## Obsada
Źródło: AllMovie

- Chris Hemsworth – Nick Hathaway
- Tang Wei – Chen Lien
- Viola Davis – Carol Barrett
- Holt McCallany – Mark Jessup
- Ritchie Coster – Elias Kassar
- William Mapother – Rich Donahue
- Andy On – Alex Trang
- Christian Borle – Jeff Robichaud
- John Ortiz – Henry Pollack
- Yorick van Wageningen – Sadak
- Tyson Chak – Tech
- Brandon Molale – Sort Guard

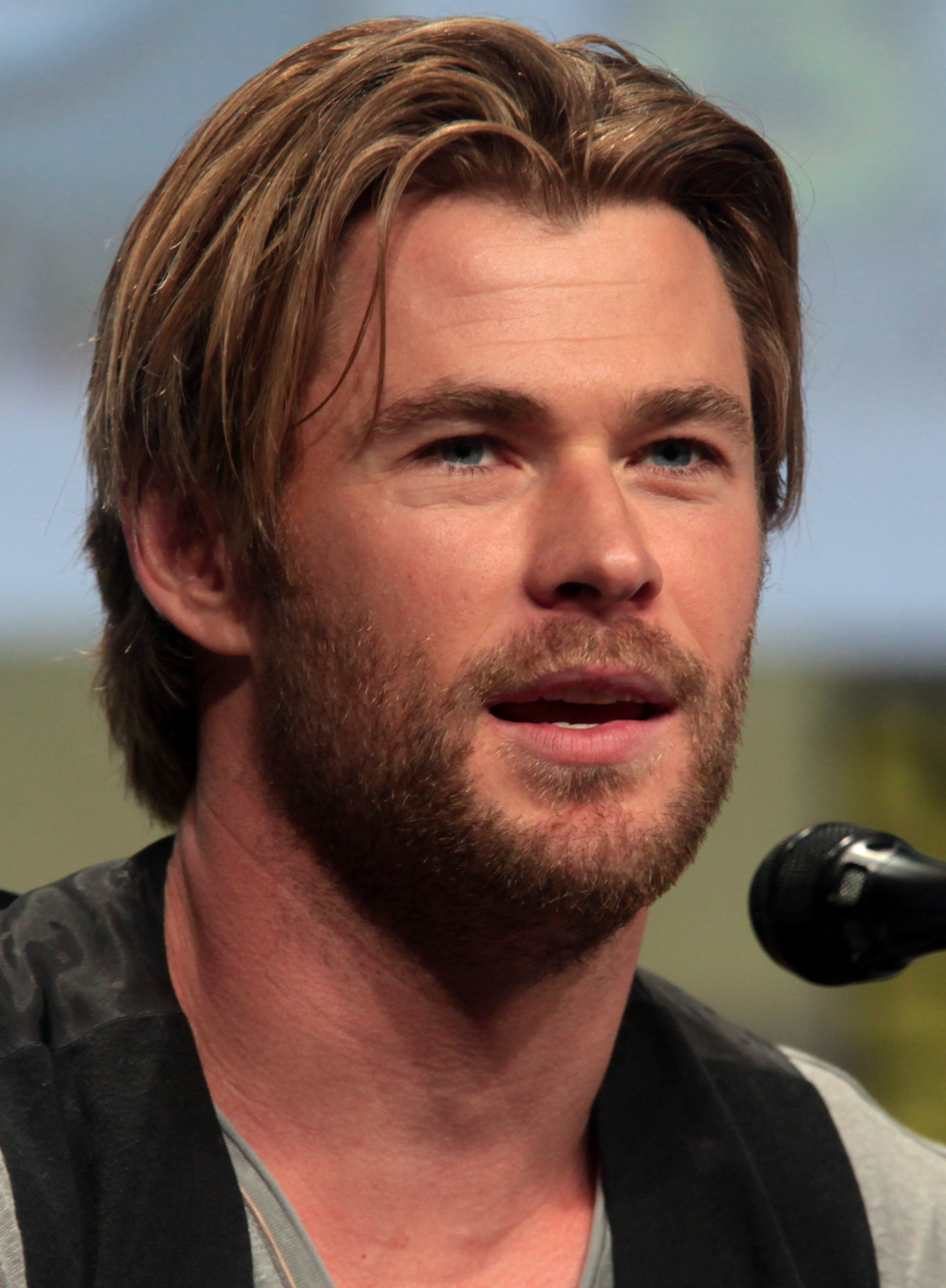
Chris Hemsworth podczas promocji filmu na San Diego Comic-Conie (2014)

- Danny Burstein – Associate Warden Jeffries
- Archie Kao – Shum
- Abhi Sinha – Daniels
- Jason Butler Harner – George Reinker
- Manny Montana – Alonzo Reyes
- Spencer Garrett – Gary Baker

## Nagrody
| Rok  | Nagroda                                     | Kategoria                                    | Nominacja                             | Wynik     |
| ---- | ------------------------------------------- | -------------------------------------------- | ------------------------------------- | --------- |
| 2015 | Golden Trailer Award                        | Best Thriller                                | Universal Pictures, Industry Creative | Nominacja |
| 2015 | Location Managers Guild International Award | Outstanding Locations in a Contemporary Film | Janice Polley, Julie Hannum           | Nominacja |
| 2015 | Teen Choice Award                           | Choice Movie Actor: Drama                    | Chris Hemsworth                       | Nominacja |